# 大宮熱田神社

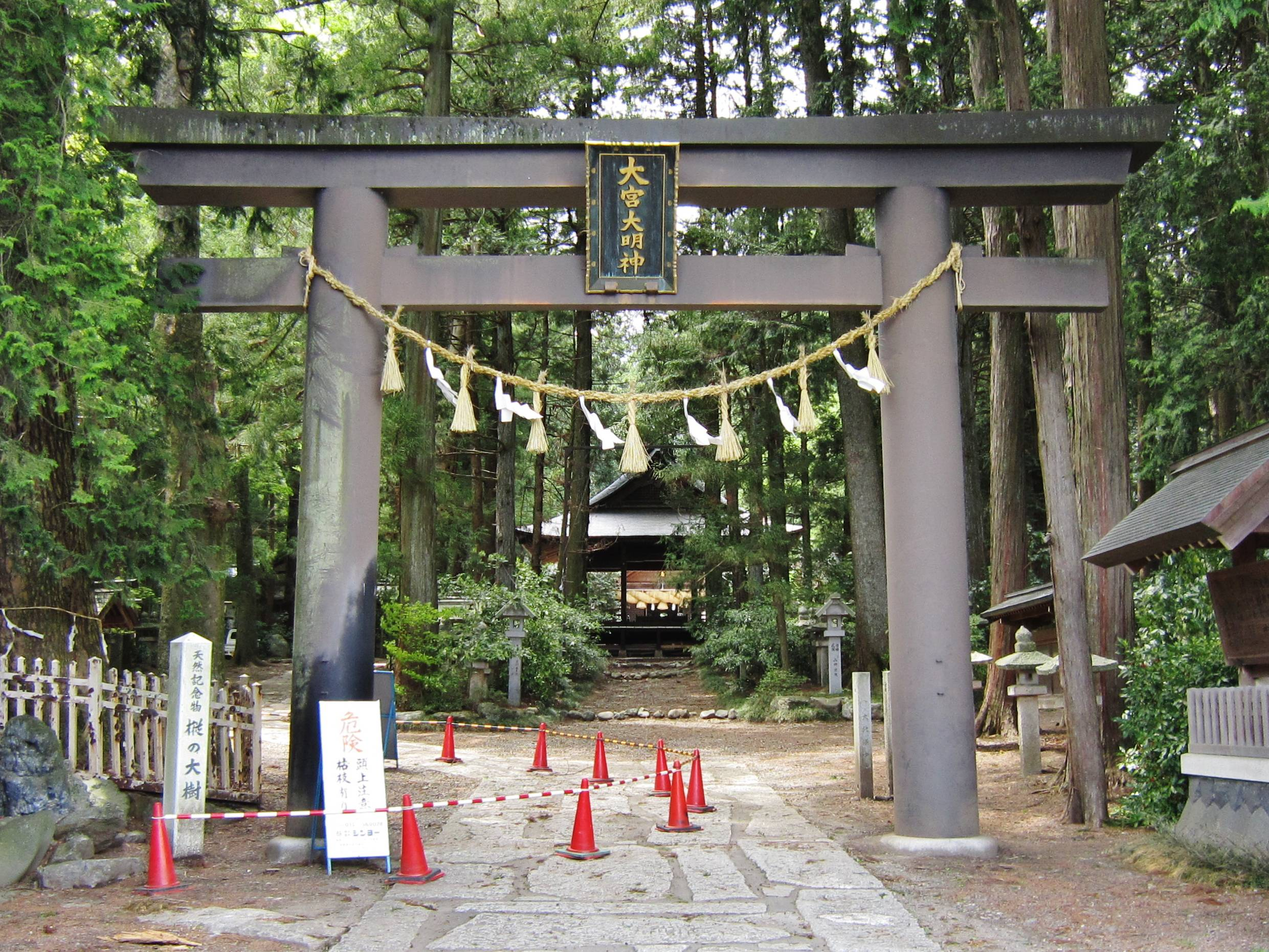
鳥居

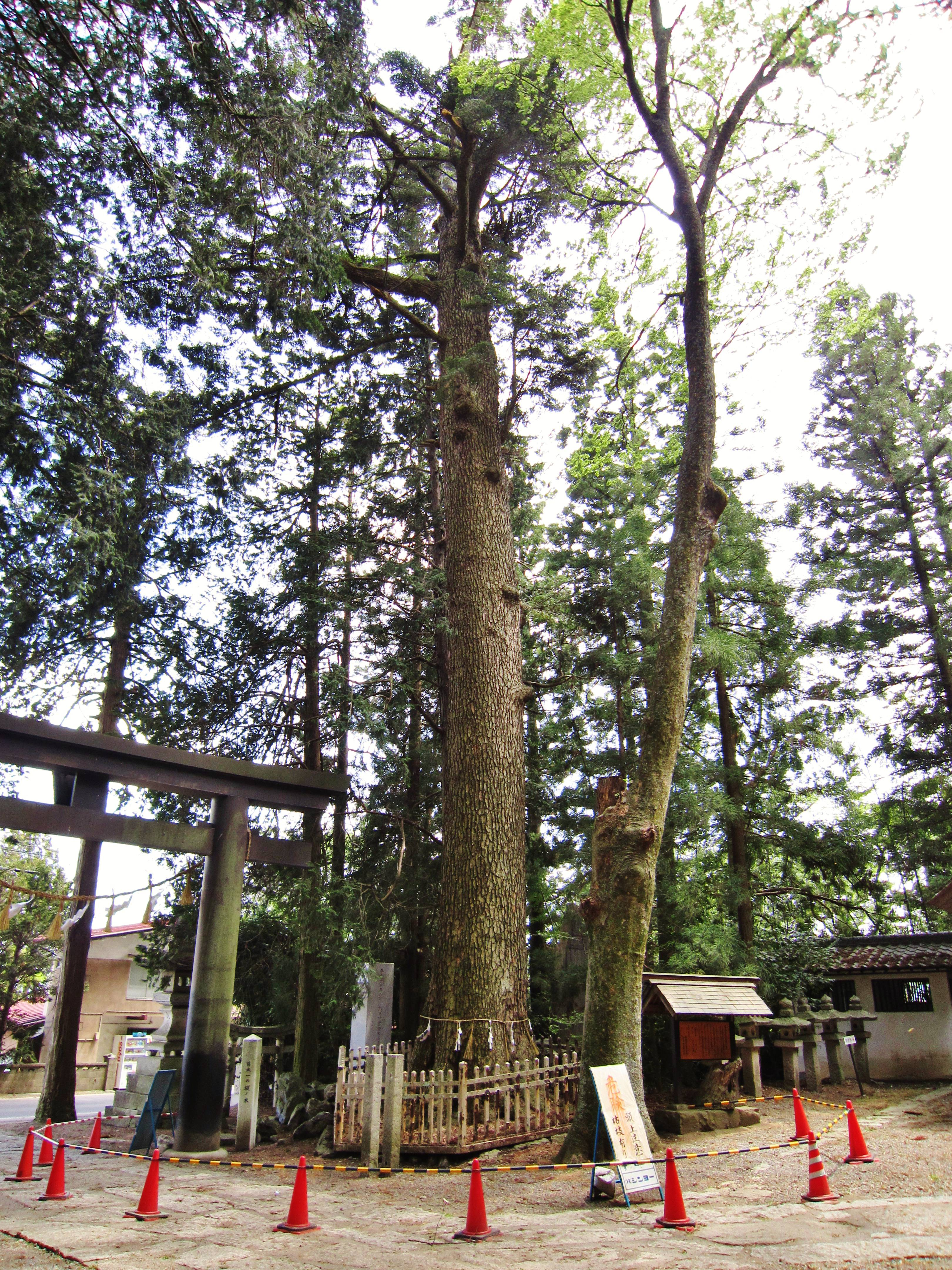
境内にあるモミ

大宮熱田神社（おおみやあつたじんじゃ）は、長野県松本市（旧南安曇郡梓川村）にある神社（旧県社）。

## 概要
信濃国安曇郡西牧郷の大宮であり、梓川の水の守護神として本神山（男体山）山頂に梓川大神を祭神として奉斎された。後に熱田神宮から迎えた熱田大神、近くに祀られていた天照大神と八幡大神なども奉斎された。後に現在の地に遷座し、同時に合祀されたものが現在の神社である。安政2年（1855年）から現在の社名となった。
境内にあるモミの木は県下一のモミの巨木であるといわれる。
例祭は毎年4月28日、29日に行われ獅子舞が奉納される。

## 祭神
- 天照大神
- 梓水大神
- 日本武尊
- 須佐之男命
- 宮篔姫命
- 建稲神命
- 応神天皇
- 神功皇后
- 三柱比古命
- 熱田大神
- 八幡大神

## 札所
- 信州七福神恵比寿様

## 文化財

### 重要文化財（国指定）
- 本殿 - 室町時代建立の一間社流造
- 若宮八幡宮本殿 - 室町時代

### 長野県天然記念物
- モミの巨木-樹高43米、幹囲6.3m、樹齢600年

## 所在地
- 長野県松本市梓川梓4419